# Darren Randolph
Darren Andrew Edward Randolph (nascut el 12 de maig de 1987) és un futbolista irlandès que juga com a porter amb el West Ham United FC.És un internacional de la República d'Irlanda, havent prèviament va jugar per la República d'Irlanda Sub-21. Randolph també ha representat a Irlanda al bàsquet.